# Nächste Ausfahrt Glück
Nächste Ausfahrt Glück ist eine Fernsehfilm-Reihe, die seit 2021 in bislang sechs Teilen für das ZDF produziert und mit zwei Folgen pro Jahr auf dem sonntäglichen „Herzkino“-Sendeplatz ausgestrahlt wird.

## Handlung
Im Mittelpunkt steht der Weltenbummler Juri Hoffmann, der nach 30 Jahren in seine thüringische Heimatstadt Eisenach zurückkehrt, um sich um seinen dementen Vater Willi, den alle nur „Kommandante“ nennen, zu kümmern. Er trifft seine Jugendliebe Katharina Wegener wieder, die er einst bei seiner Flucht aus der DDR zurückließ.
Juri ist der Vater von Katharinas erwachsenem Sohn, dem jungen Arzt Paul. Beide entdecken ihre Gefühle füreinander wieder und beginnen eine Affäre, woran Katharinas Ehe zerbricht. Paul gründet eine eigene Familie.
Katharina ist Leiterin eines Kindergartens, in dem sie in jeder Folge vor neue Herausforderungen gestellt wird.

## Charaktere

### Juri Hoffmann
Juri, gespielt von Dirk Borchardt sowie in Rückblenden von Maurice Lattke, kehrt aus Kanada nach Eisenach zurück, um nach seinem dementen Vater zu sehen. Dreißig Jahre zuvor floh er über die Prager Botschaft aus der DDR in den Westen, wobei ihm seine damalige Freundin Katharina in letzter Sekunde nicht folgte. Zurück in Eisenach trifft er Katharina wieder und es stellt sich heraus, dass er der Vater ihres erstgeborenen Sohnes Paul ist. Juri und Katharina haben noch Gefühle füreinander, aber Katharina möchte zunächst ihren Mann Georg nicht verlassen. Als sich Katharina zu Juri bekennt, zögert dieser es Sybille zu gestehen, mit der er inzwischen eine Beziehung begonnen hat.

### Katharina Wegener
Katharina, gespielt von Valerie Niehaus sowie in Rückblenden von Pauline Werner, blieb einst am Zaun der Prager Botschaft zurück, nachdem Juri in die Freiheit entkommen konnte. Sie kehrte nach Eisenach zurück und heiratete Georg, mit dem sie zwei Kinder großzog. Nach Juris Rückkehr und dem Geständnis, dass ihr erstgeborener Sohn nicht von Georg, sondern von Juri ist, kommt sie Juri wieder näher und beide beginnen eine Affäre. Ihre Ehe scheitert daran.
Beruflich leitet Katharina eine Kindertagesstätte, was immer wieder neue Herausforderungen mit Kindern und Eltern mit sich bringt.

### Willi „Kommandante“ Hoffmann
Willi „Kommandante“ Hoffmann, gespielt von Ernst Stötzner, ist ein pensionierter Tierarzt und der Vater von Juri. Der bis heute überzeugte Kommunist hat die Trennung von seinem Sohn nach dessen Republikflucht nie wirklich verwunden und weist nun Symptome einer Demenz auf. Juri bleibt deshalb in Eisenach und stellt eine Pflegerin für seinen Vater ein.

### Georg Wegener
Georg, gespielt von Max Hopp, ist Burghauptmann der Wartburg und der Ehemann von Katharina. Er hat deren Sohn Paul als seinen Sohn groß gezogen und hat mit ihr eine gemeinsame Tochter. Beider Ehe leidet unter Juris Rückkehr und dem Geständnis, dass Juri Pauls Vater ist. Als Katharina ihm offenbart, eine Affäre mit Juri zu haben, verlässt er sie.

### Paul Wegener
Paul, gespielt von Sebastian Schneider, ist Anfang dreißig, Arzt und der Sohn von Katharina. Er erfährt, dass Georg nicht sein Vater ist und reagiert bestürzt auf diese Neuigkeit, findet sich aber letztlich damit ab. Er heiratet die Ghanaerin Aya (gespielt von Ruby Commey) die ein Kind von ihm erwartet.

### Christian und Yvonne Scherzer
Christian (im 1. Teil Christian Erdmann, dann Fabian Gerhardt) ist der beste Freund von Juri. Er leitet mit seiner Frau Yvonne (gespielt von Winnie Böwe) ein Fachgeschäft für Wassersportbedarf und betreibt nebenher einen Verleih für Wassersportartikel.
Das kinderlose Paar hegt einen unerfüllten Kinderwunsch und adoptiert schließlich ein Kleinkind aus Tschechien.

### Sybille Stadler
Sybille, gespielt von Susanna Simon, ist seit beider Jugend die beste Freundin von Katharina. Gemeinsam sind sie im Kindergarten tätig, wo sie nicht immer einer Meinung sind.
Als Sybille eine Beziehung mit Juri eingeht und herauskommt, dass Sybille Katharina einst an das Ministerium für Staatssicherheit verraten hatte, wird beider Freundschaft schwer belastet. Auf Katharinas Geständnis, eine Affäre mit Juri zu haben, reagiert Sybille aggressiv und mit Drohungen.

### Angela „Angie“ Kling
Angela, gespielt von Ulrike Krumbiegel, ist die Mutter von Katharina. Sie lebt in Berlin und besucht Katharinas Familie öfter. Während der Sanierung ihrer Berliner Wohnung lebt sie bei Katharina und Georg, wo sie durch wechselnde Männerbekanntschaften für Unruhe sorgt. Angela entschließt sich, in Eisenach zu bleiben.

## Produktion
Die ersten beiden Folgen wurden im Herbst 2020 in Eisenach und Umgebung sowie in Berlin und Brandenburg gedreht. Die Episoden drei und vier folgten im Herbst 2021. Im Juli 2022 fanden in Eisenach weitere Dreharbeiten für die Filmreihe statt, ebenso im Juni 2023 (Folgen 7 & 8). Im Jahr 2024 wurden bis 13. September 3 weitere Episoden (9 bis 11) gedreht. Die Ausstrahlung dieser Folgen soll ab 2. November 2025 erfolgen.
Im Jahr 2025 werden bis voraussichtlich 16. Oktober, 3 weitere Episoden (12 bis 14) gedreht.

## Episoden
| #  | Titel                   | Regie             | Erstveröffentlichung | Erstausstrahlung |
| -- | ----------------------- | ----------------- | -------------------- | ---------------- |
| 01 | Juris Rückkehr          | Francis Meletzky  | 20. Februar 2021     | 28. Februar 2021 |
| 02 | Beste Freundinnen       | Francis Meletzky  | 20. Februar 2021     | 7. März 2021     |
| 03 | Der richtige Vater      | Esther Gronenborn | 5. März 2022         | 13. März 2022    |
| 04 | Song für die Freiheit   | Esther Gronenborn | 5. März 2022         | 20. März 2022    |
| 05 | Familienbesuch          | Esther Gronenborn | 11. Februar 2023     | 19. Februar 2023 |
| 06 | Katharinas Entscheidung | Esther Gronenborn | 18. Februar 2023     | 26. Februar 2023 |
| 07 | Übers Ziel hinaus       | Peter Stauch      | 13. Oktober 2024     | 20. Oktober 2024 |
| 08 | Endlich ich             | Peter Stauch      | 13. Oktober 2024     | 27. Oktober 2024 |

## Musik
Der erste Teil der Filmreihe wurde musikalisch mit Liedern von Bruce Springsteen unterlegt.
Im dritten, vierten, sechsten und achten Teil ist der Song für die Freiheit zu hören, ein systemkritisches Lied welches Katharina ihrem Freund Juri zum Geburtstag schrieb, und das ihn mit dem DDR-Regime in Konflikt brachte, weswegen Juri letztlich aus dem Land floh. Beide singen es zusammen sowohl zur DDR-Zeit als auch 30 Jahre später. Im sechsten Teil singen Juri und Katharina ein weiteres Lied aus ihrer Jugendzeit.

## Rezeption
„Ob die Beziehung von Katharina und Juri im Grunde nur wunderbar die Möglichkeit bietet, Geschichten von Familie und Freundschaft, Liebe und Glück, Lebenslust und Älterwerden zu erzählen, das liegt ganz im Auge des Betrachters. Für den ‚Herzkino‘- Sendeplatz jedenfalls ist diese neue Reihe eine absolute Bereicherung, ja geradezu ein Novum. Das Privatleben der Hauptfiguren steht im Zentrum, der Beruf ist allenfalls Mittel zum Zweck. Voller Überraschungen steckt auch die vorzügliche Besetzung bis in kleinste Nebenrollen.“